# (13037) Potosi
(13037) Potosi est un astéroïde de la ceinture principale.

## Description
(13037) Potosi est un astéroïde de la ceinture principale. Il fut découvert le 2 mars 1990 à La Silla par Eric Walter Elst. Il présente une orbite caractérisée par un demi-grand axe de 2,26 UA, une excentricité de 0,09 et une inclinaison de 5,2° par rapport à l'écliptique.